# Glowing in the Dark
«Glowing in the Dark» es el primer sencillo del EP debut Negatives de la banda estadounidense The Girl and the Dreamcatcher

## Lista de canciones
| N.º | Título                | Escritor(es)                  | Duración |  |
| 1.  | «Glowing in the Dark» | The Girl and the Dreamcatcher | 3:57     |  |